# Jan Kárník
Jan Kárník, vlastním jménem Josef Svítil (16. srpna 1870 Nové Město na Moravě – 27. prosince 1958 tamtéž), byl moravský básník, prozaik, publicista a lékař.

## Život
Josef Svítil se narodil v rodině Josefa Svítila a Františky rozené Kunstmüllerové. Měl bratra Arnošta (1875). R. 1898 se oženil s Helenou Kadlecovou (1879).
Po studiích na slovanském gymnáziu v Brně a v Německém Brodě odešel na Lékařskou fakultu Univerzity Karlovy do Prahy. Po jejím absolvování, působil po krátkou dobu jako obvodní lékař ve Velkých Opatovicích, aby se v roce 1906 přestěhoval natrvalo zpět do svého rodného města. O rok později koupil dům čp. 153 na Malé ulici. Zde si zřídil svou ordinaci, nacházela se v přízemí domu.
V letech 1930–1948 byl členem Moravského kola spisovatelů (MKS). Jako vážený novoměstský občan zemřel 17. prosince 1958 ve svém rodišti, kde byl také pohřben.

## Tvorba
Svůj vztah k lidem se snažil vyjádřit kromě své profese také literární formou, a to jak poezií, tak prózou. V literární tvorbě nepoužíval své občanské jméno, ale zvolil si pseudonym Jan Kárník. Využíval svých jazykových schopností a překládal především polskou literaturu, za což byl vyznamenán polskou vládou. Uspořádal dvě reprezentativní antologie polské poezie Z polského Parnasu a Poesie svobodné Polsky. Jako přesvědčený slovanofil uvedl, se svou vlastní předmluvou, v Čechách v Ottově světové knihovně, básně S. H. Vajanského a povídky Martina Kukučína.
Do české literatury vstoupil svojí poezií pod vlajkou lumírovců a později inklinoval ke skupině Katolické moderny a od té k sládkovsky čisté poezii. Náměty čerpal z rodinného prostředí, z citu k národu a především z lásky k rodnému kraji. Hojně publikoval v Západomoravské kulturní revue, Novém životě, Vlasti, Osvětě, Zvonu, Lidových novinách a dalších periodikách. Jeho verše vyšly v několika sbírkách.
Stal se autorem románové kroniky Soumrak rodu Jamborova, která popisuje ságu předků malíře Josefa Jambora z Pohledce. Líčí osudy tří sourozenců z bohatého gruntu, kde hlavní zápletkou je láska a peníze. Vydal také dvě knihy povídek. I když je dnes hodnocena jeho překladatelská práce výše než vlastní tvorba literární, ve své době měla nesporně svůj význam především regionální.

## Dílo

### Básně
- Chudobná žeň – Prostějov: Nový život, 1904
- Moravská symfonie a jiné básně – Přerov: Obzor, 1919
- Večery u krbu – Nové Město n. M.: Josef. Khun, 1922
- Červená a bílá: 1919–1923 – Nové Město n. M., J. Khun, 1923
- Vosí hnízdo – Olomouc: Družina literární a umělecká, 1932
- Srdce z pouti – s doslovem Antonína Veselého. Brno: MKS, 1938
- Dooráno: 1939–1940 – Praha: Vyšehrad, 1940
- Srdce a obrázky z pouti – Brno: Družstvo MKS, 1944

### Próza
- Soumrak rodu Jamborova: kronika – Nové Město n. M.: J. Khun, 1921
- Sladké s hořkým: povídky a črty – Brno: Občanská tiskárna, 1925
- Listy z kroniky: belletrie, feuilletony a vzpomínky – Nové Město n. M., J. Khun, 1926
- Pod perutí bílého orla: črty polské – Olomouc: Romuald Promberger, 1926
- Závětří – Olomouc: Družina literární a umělecká, 1928
- Duch Slovenska – Praha: Českoslovanská akciová tiskárna, 1929
- Eduard Albert: život a dílo velikého Čecha: k stému výročí jeho narozenin – Praha: Vyšehrad, 1941

### Překlady
- Trény a frašky: Jan Kochanovský – Praha: Jan Otto, 1928
- Z polského parnasu – Praha: Ladislav Kuncíř, 1930
- Kazimír Velký – St. Wyspiański – Praha: J. Otto, 1931
- Mé hory – Jan V. Sedlák; přeložil předmluvu [E. Zegadlowicze], dřevoryty vyzdobil Ferdiš Duša. Brno: MKS, 1931
- Budějovické louky – Emil Zegadlowicz. Praha: Vyšehrad, 1934
- Poesie svobodné Polsky: výbor básní – Praha: L. Mazáč, 1937

### Jiné
- Herodes a jiné básně – Svetozár Hurban Vajanský; napsal úvod. Praha: Jan Otto, 1911
- Dvě povídky ze Slovenska – Martin Kukučín; opatřil úvodem a slovníčkem. Praha: J. Otto, 1919
- Horácký přítel pro občanský rok 1929 – redakce; grafická výzdoba Karel Němec. Praha: Zdeněk Binko, 1929
- Slovo čtenáře a ctitele – in: Studie a vzpomínky: prof. Dru Arne Novákovi k padesátým narozeninám – redakce Benjamin Jedlička; ilustrace Jaroslav Veris. Vyškov: František Obzina, 1930